# Domus a prospetto architettonico

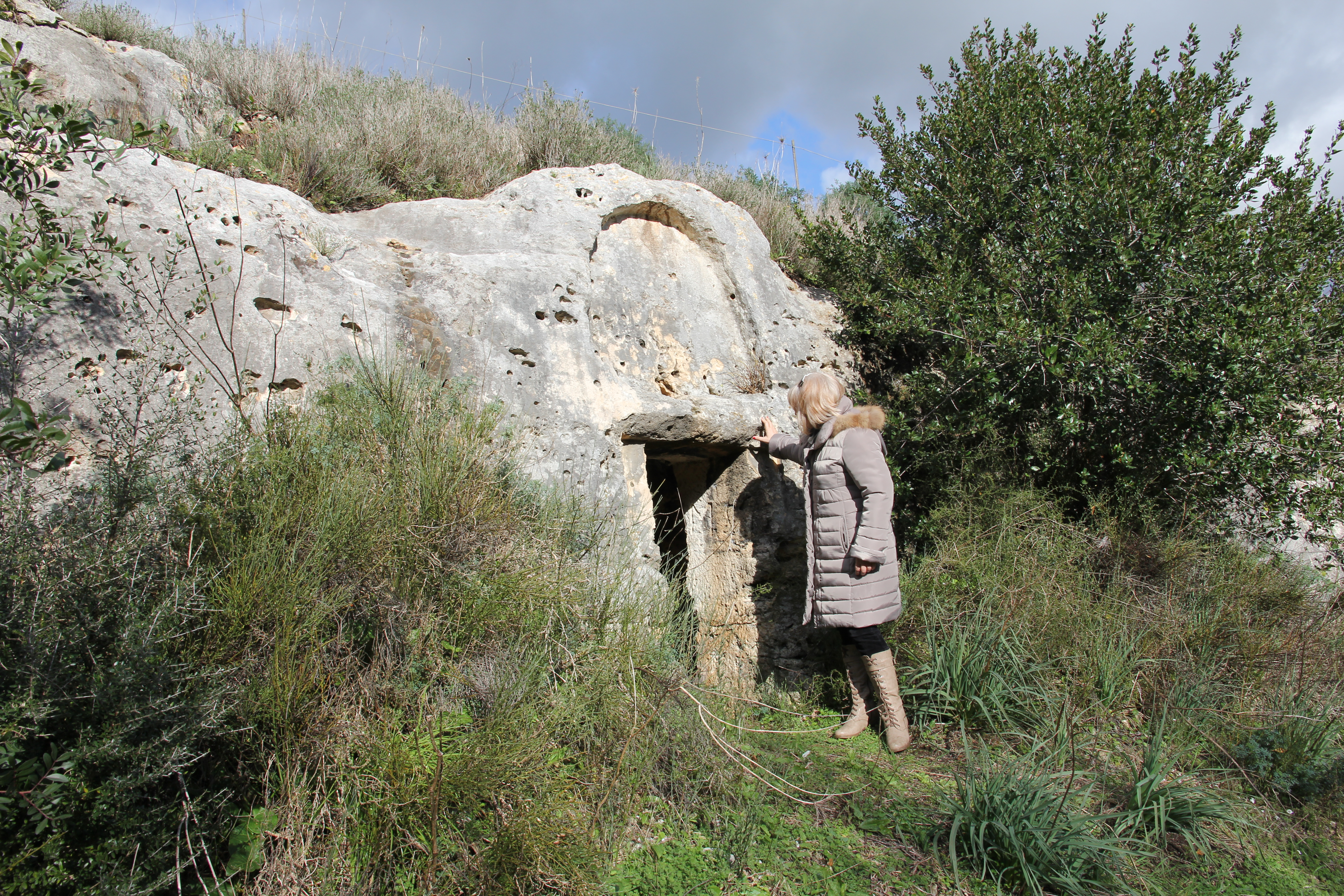
Domus a prospetto architettonico di Molafà

Le domus a prospetto architettonico (note anche come tombe di giganti scavate nella roccia) sono una tipologia tombale della Sardegna nuragica. Concentrate esclusivamente nella area nord-occidentale dell'isola, con alcuni casi anche nella regione del Goceano, se ne contano in totale circa una novantina.

## Descrizione
Si tratta essenzialmente di domus de janas (di tradizione neo-enolitica), costruite ex-novo o riadattate, con l'aggiunta, nell'ingresso, di una stele centinata, scavata anch'essa nella roccia. Sul bordo superiore della stele si trovano generalmente tre fori in cui venivano presumibilmente inseriti dei piccoli betili in pietra o legno.
Tra gli esempi più significativi si possono citare la tomba di Molafà a Sassari, la tomba di Campu Lontanu a Florinas, S'Iscia 'e Sas Piras a Usini, Sa Figu a Ittiri e Mesu 'e Montes a Ossi.